# Spisak NGC objekata
- Spisak NGC objekata (1-999)
- Spisak NGC objekata (1000-1999)
- Spisak NGC objekata (2000-2999)
- Spisak NGC objekata (3000-3999)
- Spisak NGC objekata (4000-4999)
- Spisak NGC objekata (5000-5999)
- Spisak NGC objekata (6000-6999)
- Spisak NGC objekata (7000-7840)